# El inconveniente
El inconveniente és una pel·lícula espanyola de comèdia dramàtica del 2020 dirigida per Bernabé Rico i protagonitzada per Kiti Mánver i Juana Acosta.
La pel·lícula va ser nominada a tres Premis Goya i a dos Premis Feroz.

## Sinopsi
A Sara se li ha donat l’oportunitat de comprar una casa única: àmplia, lluminosa i molt barata. Només té un petit problema: Lola, la seva propietària de vuitanta anys. Lola hi viurà fins que mori, però Sara encara creu que és un bon negoci i decideix esperar fins que Lola mori.

## Repartiment
- Kiti Mánver - Lola
- Juana Acosta - Sara
- Carlos Areces - Óscar
- Daniel Grao - Daniel
- José Sacristán - Víctor

## Premis i nominacions
| Premis       | Categoria                    | Nominada     | Resultat |
| ------------ | ---------------------------- | ------------ | -------- |
| Premis Goya  | Millor director novell       | Bernabé Rico | Nominat  |
| Premis Goya  | Millor actriu                | Kiti Mánver  | Nominada |
| Premis Goya  | Millor actriu de repartiment | Juana Acosta | Nominada |
| Premis Feroz | Millor actriu protagonista   | Kiti Mánver  | Nominada |
| Premis Feroz | Millor actriu de repartiment | Juana Acosta | Nominada |